# Belmonte de Tajo
Belmonte de Tajo è un comune spagnolo di 1 152 abitanti situato nella comunità autonoma di Madrid.